# Expédition d'Abdullah ibn Rawaha
L’expédition de Abdullah ibn Rawaha est une opération militaire ordonnée par Mahomet en février 628. Ibn Hisham fait aussi référence à ceci comme le raid d'Abdullah b. Rawaha pour tuer al-Yusayr b. Rizam.
La mission, dirigée par Abdullah ibn Rawaha, fut un succès, et ibn Rizam fut tué ainsi que 29 de ses disciples,,,.